# 소마 무라타네

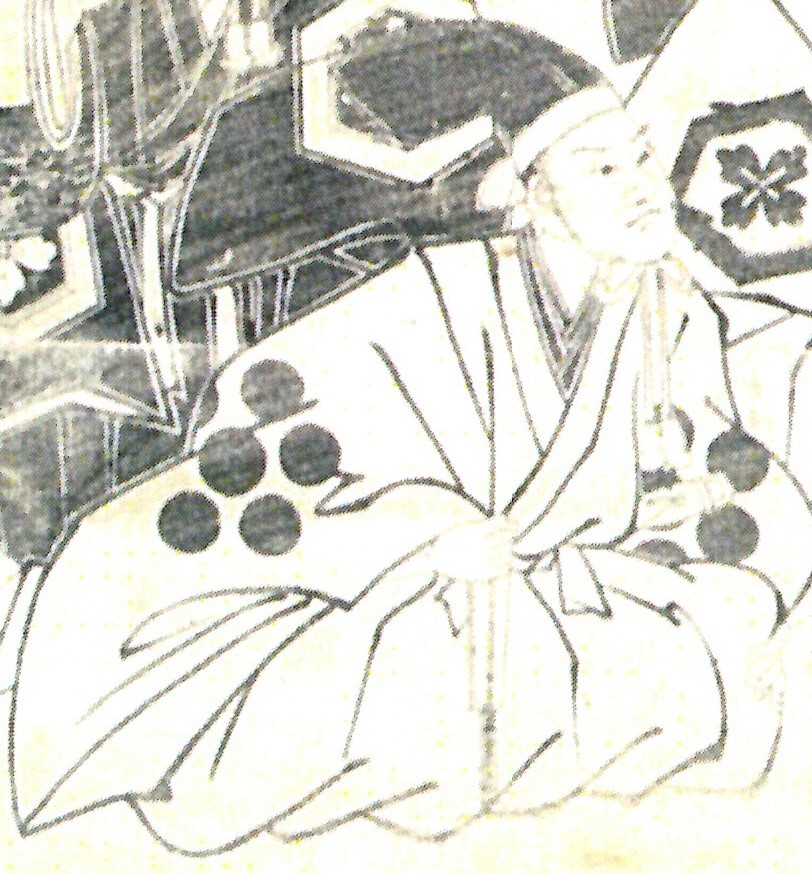
소마 무라타네

소마 무라타네(일본어: 相馬樹胤, 1782년 1월 4일 ~ 1839년 10월 13일)는 일본 에도 시대의 다이묘로, 소마 나카무라번의 10대 번주이다. 통칭은 나이젠(内膳)이며, 관위는 종5위하, 부젠노카미(豊前守)이다.
9대 번주 소마 요시타네의 맏아들로 태어나, 1795년에 적자가 되었다. 1798년 음력 11월 1일, 쇼군 도쿠가와 이에나리를 알현하고, 음력 12월에 종5위하 사누키노카미에 서임되었다. 1801년, 아버지가 은거하면서 가문을 계승하였다. 일찍이 아들 아키타네를 적자로 삼았으나 병약한 탓에 1813년에 폐적되었고, 대신 동생 마스타네를 후계자로 삼아 그해에 번을 물려주고 은거하였다. 1839년에 사망하였다.
| 전임 소마 요시타네 | 제10대 소마 나카무라번 번주 1801년 ~ 1813년 | 후임 소마 마스타네 |